# Записки в узголів'ї
Записки в узголів'ї, Макура но сосі (яп. 枕草子, まくらのそうし, досл. «Записки коло подушки») — пам'ятка японської літератури у жанрі дзуйхіцу початку 11 століття періоду Хей'ан. Авторство приписується придворній дамі Сей Сьонаґон.

## Короткі відомості
Назва «Записки в узголів'ї» не є авторською, а була закріплена за ними пізніше, шляхом відбору з різних варіантів. Найстаріша копія твору датується 13 століттям і називається «Записки коло подушки Сей Сьонаґон»
В Японії «подушковими записками» називали зошити для особистих нотаток. Японські подушки мали прямокутну форму і були твердими; вони призначалися для підтримування шиї, а не голови, аби зберегти вишукану зачіску аристократа. Такі подушки містили висувний ящик, де можна було ховати особисті записи, листи або зошити. Саме такий зошит мала Сей Сьонаґон, в якому описувала подробиці життя при дворі Імператриці Садако.
Події, описані в «Записках» починаються з 986 року і закінчуються 1000 роком. Книга містить побутові сцени, анекдоти, новели, вірші, картини природи, описи придворних церемоній, поетичні роздуми, замальовки звичаїв того часу.
Твір складається з окремих, різних за розміром заміток — «данів». Їх класифікують на три типи: оповідання, розповіді про пережите і власне дзуйхіцу, тобто персональні нотатки. «Записки» містить 320 окремих розділів, які розташовані не в хронологічному порядку. Оскільки оригінал твору не зберігся, немає можливості зрозуміти, наскільки його структура відповідає початковому задуму автора.
«Записки» розповідають про життя Сей Сьонаґон на службі при дворі юної Імператриці Садако, дружини Імператора Ітідзьо та доньки реального правителя тогочасної Японії Фудзівари но Мітітаки. Головні персонажі твору — члени Імператорської родини та почет Імператриці. Одне з центральних місць «Записок» відіграє політична інтрига 995 року, що була пов'язана зі смертю Фудзівари но Мітітаки і приходом до влади його суперника, Фудзівари но Мітінаґи. У результаті цієї інтриги Імператриця втрачає вплив на Імператора, а Сей Сьонаґон впадає у немилість своєї пані. Після того, як у 1000 році Імператриця померла під час пологів, письменниця полишила службу при дворі.
Вважається, що Сей Сьонаґон почала писати «Записки» у 996 році і закінчила їх до 1011 року, після смерті Імператриці. Як зазначається у творі, вони мали приватний характер, але випадковий відвідувач забрав рукопис з собою, після чого твір став популярними при дворі.
До нашого часу дійшли чотири основні списки «Записок». У двох списках матеріал класифікований, в інших двох — розташований у вільному порядку.